# الدولو
اد دولو در عربستان سعودی است که در استان مدینه واقع شده‌است.